# Радиорелейна линия
Радиорелейната линия (РРЛ) осъществява насочено предаване на радиосигнали. Тя се състои от отделни участъци (трасета), които са така определени, че съществува пряка видимост между радиорелейните станции. При проектирането на такава система е необходимо: да се изчисли нивото на сигнала, необходимо за получаване на качествена връзка; да се определи профила на терена, за да се осигури радио видимост между отделните станции; да се изчислят височините на антените в предавателния и приемния пункт. Освен това трябва да се определи и приемния шум, който се внася в цялата линия, и съобразно с него – дължината на отделните участъци. Въз основа на получените резултати се определят чувствителността на приемниците, мощността на предавателите и коефициента на усилване на антените. В много случаи се задава и обратната задача: при зададена конкретна апаратура, усилване на антените, мощност на предавателите и чувствителност на приемниците да се провери дали се осигурява необходимото качество на връзката в най-неблагоприятния участък от линията.
РРЛ се използват за осъществяване на радиовръзка на големи разстояния чрез ретранслация (препредаване) на радиосигналите, пренасящи голям обем информация, например телефонни и служебни съобщения, радио и телевизионни програми, цифрови данни и т.н. За тях е характерно това, че между предавателя и приемника има разположени междинни станции (ретранслатори), които приемат сигналите и след усилване и преобразуване на честотата на носещото им трептение ги предават по-нататък по линията (активна ретранслация) или само отразяват излъчените към тях сигнали по посока на приемника (пасивна ретранслация). Активна ретранслация на сигналите се използва в земните и спътниковите РРЛ, а пасивна ретранслация – в тропосферните РРЛ.
РРЛ се състои от определен брой приемно предавателни радиостанции разположени една спрямо друга, на разстояние, при което се осигурява пряка видимост между антените.
Най-голямо приложение понастоящем имат съоръженията, работещи в ултракъсовия обхват (УКВ или СВЧ), в които предаването на радиосигналите става чрез приземни вълни, разсеяни от тропосферата и йоносферата и свободно разпространяващи се вълни. Предимства на тези системи пред по дълговълновите са тяхната широколентност, възможността за поместване в обхвата на голям брой различни системи, малкото ниво на промишлени и атмосферни смущения в сравнение на вътрешните флуктоационни шумове на системата, използването на сравнително малки по размери антени с тясна диаграма на насочено действие, осигуряващи нормална работа на системата при по-малка мощност на предавателя и съществено потискане на смущенията от други радиосистеми и др.
Честотният диапазон (честотна лента) и означението на подобхватите на УКВ (СВЧ) е изобразен в таблица 1.
| Обхват       | Дължина на вълната | Пълно название на честотите | Съкратено название | Честоти (GHz) |
| ------------ | ------------------ | --------------------------- | ------------------ | ------------- |
| Метрови      | 10 м до 1 м        | Много високи                | VHF                | 0,03 до 0,3   |
| Дециметрови  | 1 м до 0,1 м       | Ултра високи                | UHF                | 0,3 до 3      |
| Сантиметрови | 0,1 м до 0,01 м    | Свръхвисоки                 | SHF                | 3 до 30       |
| Милиметрови  | 10 до 1 мм         | Свръхвисоки                 | SHF                | 30 до 300     |